# Rotor de cola

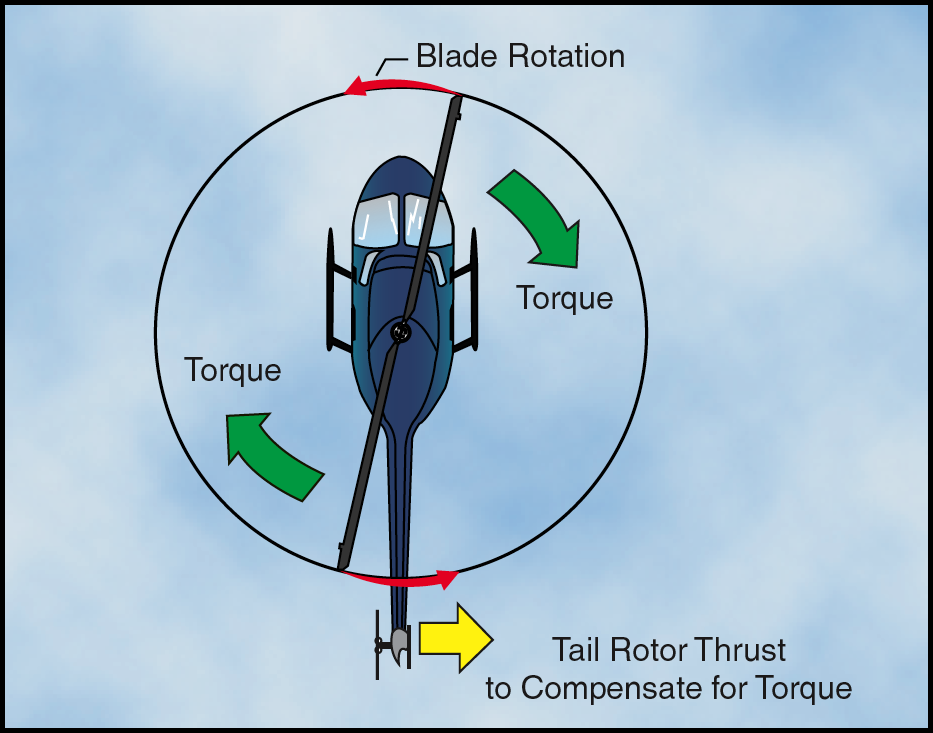
Dirección de giro del rotor principal.
Par que genera el rotor principal.
Par del rotor de cola para contrarrestarlo.

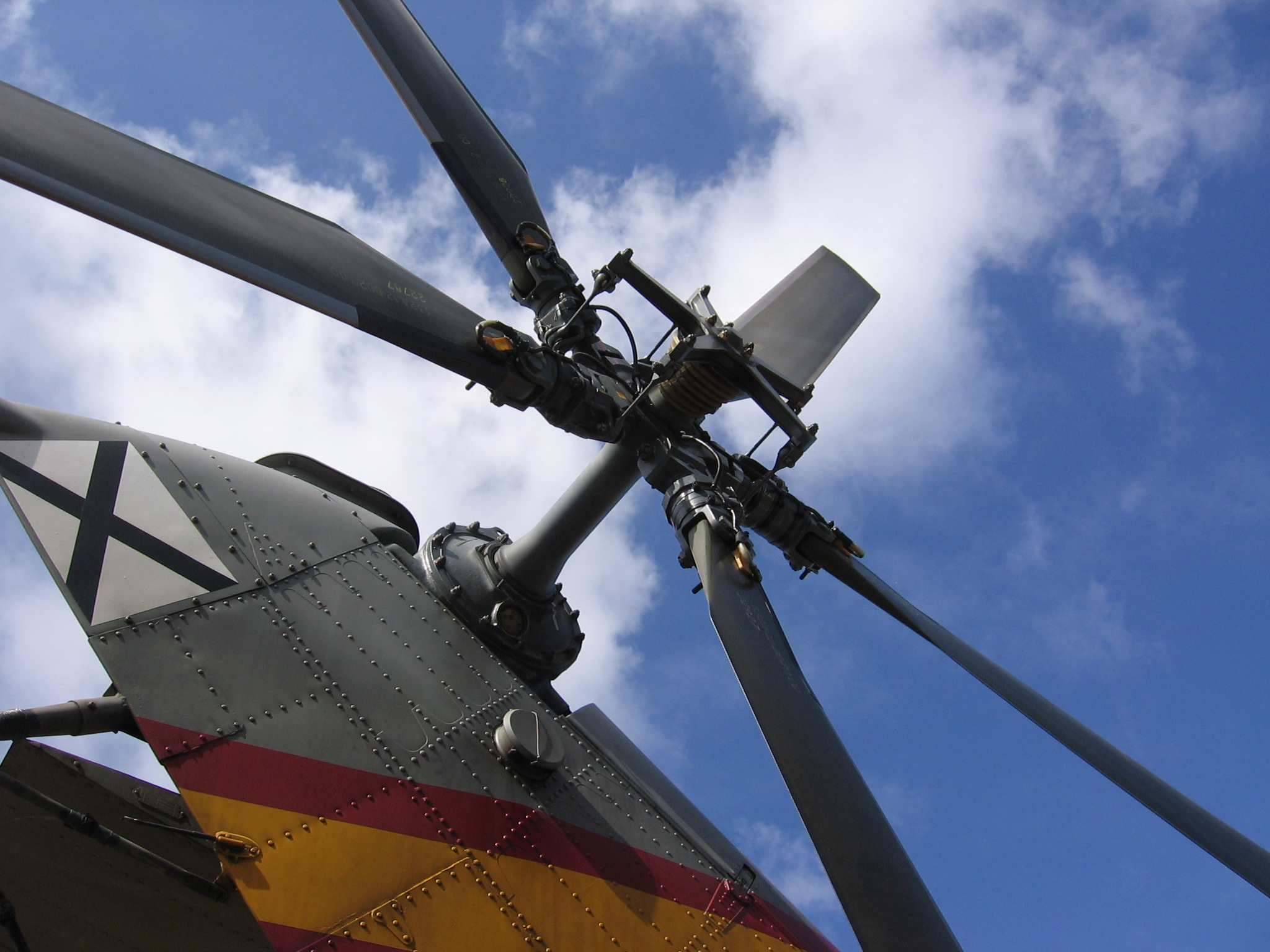
Rotor de cola tradicional de un Aérospatiale Puma.

El rotor de cola, o rotor antipar, es un componente típico en los helicópteros que tienen un único rotor principal que consiste en una hélice montada en el larguero de cola del helicóptero, con un eje de rotación lateral. El empuje que crea está desplazado del centro de gravedad, contrarrestando el par motor creado por el rotor principal, manteniendo el aparato estable en el aire. El paso de las palas del rotor de cola es regulable por el piloto mediante los pedales, esto permite al piloto rotar el helicóptero sobre su eje vertical, proporcionando el control de dirección. 

## Tecnologías alternativas
Alternativas al rotor de cola convencional:
- Fenestron
- NOTAR
- Rotores coaxiales
- Rotores en tándem
- Rotores entrelazados